# Biblioteca Municipal de Sorocaba
A Biblioteca Municipal de Sorocaba "Jorge Guilherme Senger" situa-se no Conjunto Arquitetônico do Alto da Boa Vista, ao lado do Palácio dos Tropeiros, Paço Municipal de Sorocaba.
A história da Biblioteca Municipal teve início em 27 de maio de 1941, quando foi então criada pelo Prefeito Augusto César do Nascimento Filho. Em 1942, a Biblioteca situava-se à Rua Brigadeiro Tobias, ao lado Paço Municipal da época. Em janeiro de 1949, o Jornal Cruzeiro do Sul informava que a Biblioteca Pública Municipal se encontrava à Rua da Penha. Em 1978, funcionou num pequeno prédio na Rua Comendador Oetterer, no bairro Além-Linha. Posteriormente, em 1979, foi transferida para o centro da cidade, na Rua da Penha. Em 1991 passou a funcionar no Largo São bento e, em 1994 na Avenida Afonso Vergueiro, no prédio da antiga Fábrica Nossa Senhora da Ponte. Em outubro de 2004 o acervo foi transferido para moderno edifício construído no Alto da Boa Vista, no local que configura o centro cívico de Sorocaba.
Com 3 mil m² de área construída e arquitetura moderna, a Biblioteca Municipal de Sorocaba "Jorge Guilherme Senger", que foi inaugurada em dezembro de 2004 conta com acervo de mais de 55 mil volumes, mas tem capacidade para abrigar até 345 mil, e 64 mil associados. Além de internet gratuita, conta ainda com um espaço funcional para a prática da leitura e pesquisa, elementos fundamentais para a formação escolar e cultural. Há também Biblioteca Braille, com mais 1663 volumes e ainda 1200 títulos de livros falados e gravados em fita cassete. 
Possui um auditório com acomodação para 100 pessoas, Biblioteca Infantil, sete salas para estudos e pesquisas (uma delas com 40 lugares além de equipamento audiovisual), salas da secretaria e de reuniões, copa, despensa e sanitários para o público.
Em outubro de 2010, a Biblioteca Municipal de Sorocaba “Jorge Guilherme Senger” sediou a Semana Literária onde ocorreram diversas atividades literárias como lançamento de livros e contação de história. O evento foi organizado pela Academia Sorocaba de Letras (ASL) e pelo Instituto Artístico e Cultural de Sorocaba (IACS), com apoio da Secretaria da Cultura e Lazer.
Acervo: https://pmsorocaba.phlnet.com.br/cgi-bin/wxis.exe?IsisScript=phl83.xis&cipar=phl83.cip&lang=por